# Indische Frauen-Cricket-Nationalmannschaft in Australien in der Saison 2015/16
Die Tour der indischen Frauen-Cricket-Nationalmannschaft nach Australien in der Saison 2015/16 fand vom 26. Januar bis zum 7. Februar 2016 statt. Die internationale Cricket-Tour war Bestandteil der Internationalen Cricket-Saison 2015/16 und umfasste drei WODIs und drei WTwenty20s. Australien gewann die WODI-Serie 1–1 und Indien die WTwenty20-Serie 2–1.

## Vorgeschichte
Für beide Mannschaften war es die erste Tour der Saison. Das letzte Aufeinandertreffen der beiden Mannschaften bei einer Tour fand in der Saison 2011/12 in Indien statt.

## Stadien
Die folgenden Stadien wurden für die Tour als Austragungsort vorgesehen.
| Stadion                  | Stadt     | Kapazität | Spiele       |
| ------------------------ | --------- | --------- | ------------ |
| Adelaide Oval            | Adelaide  | 53.583    | 1. WT20      |
| Manuka Oval              | Canberra  | 12.000    | 1. WODI      |
| Bellerive Oval           | Hobart    | 20.000    | 2. & 3. WODI |
| Melbourne Cricket Ground | Melbourne | 100.024   | 2. WT20      |
| Sydney Cricket Ground    | Sydney    | 48.000    | 3. WT20      |

## Kaderlisten
Indien benannte seine Kader am 8. Januar 2016.
Australien benannte seine Kader am 12. Januar 2016.
| WODI | WODI | WTwenty20 | WTwenty20 |
| Australien | Indien | Australien | Indien |
| --- | --- | --- | --- |
| - Meg Lanning (K) - Alex Blackwell (VK) - Kristen Beams - Nicole Bolton - Sarah Coyte - Rene Farrell - Holly Ferling - Grace Harris - Alyssa Healy (wk) - Jess Jonassen - Beth Mooney - Ellyse Perry - Megan Schutt | - Mithali Raj (K) - Jhulan Goswami (VK) - Ekta Bisht - Rajeshwari Gayakwad - Ravi Kalpana (wk) - Thirush Kamini - Harmanpreet Kaur - Veda Krishnamurthy - Smriti Mandhana - Niranjana Nagarajan - Shikha Pandey - Poonam Yadav - Sneh Rana - Poonam Raut - Sushma Verma (wk) | - Meg Lanning (K) - Alex Blackwell (VK) - Lauren Cheatle - Sarah Coyte - Rene Farrell - Holly Ferling - Grace Harris - Alyssa Healy (wk) - Jess Jonassen - Beth Mooney - Ellyse Perry - Megan Schutt - Naomi Stalenberg | - Mithali Raj (K) - Jhulan Goswami (VK) - Ekta Bisht - Rajeshwari Gayakwad - Thirush Kamini - Harmanpreet Kaur - Veda Krishnamurthy - Smriti Mandhana - Anuja Patil - Poonam Yadav - Deepti Sharma - Vellaswamy Vanitha - Sushma Verma (wk) |

## Tour Matches
| 22. Januar Scorecard | Sydney (DO) | Australia Governor-General XI 19-1 (4) | – | Indien |
|                      |             | No Result                              |   |        |

## Women’s Twenty20 Internationals

### Erstes WTwenty20 in Adelaide
| 26. Januar Scorecard | Adelaide | Australien 140-5 (20)        | – | Indien 141-5 (18.4) |
|                      |          | Indien gewinnt mit 5 Wickets |   |                     |

Indien gewann den Münzwurf und entschied sich als Feldmannschaft zu beginnen. Als Spielerin des Spiels wurde Harmanpreet Kaur ausgezeichnet.

### Zweites WTwenty20 in Melbourne
| 29. Januar Scorecard | Melbourne | Australien 125-8 (18/18)                   | – | Indien 69-0 (9.1/10) |
|                      |           | Indien gewinnt mit 10 Wickets (D/L method) |   |                      |

Indien gewann den Münzwurf und entschied sich als Feldmannschaft zu beginnen. Als Spielerin des Spiels wurde Jhulan Goswami ausgezeichnet.

### Drittes WTwenty20 in Sydney
| 31. Januar Scorecard | Sydney | Australien 136-5 (20)          | – | Indien 121-8 (20) |
|                      |        | Australien gewinnt mit 15 Runs |   |                   |

Indien gewann den Münzwurf und entschied sich als Feldmannschaft zu beginnen. Als Spielerin des Spiels wurde Ellyse Perry ausgezeichnet.

## Women’s One-Day Internationals

### Erstes WODI in Canberra
| 2. Februar Scorecard | Canberra | Australien 276-6 (50)           | – | Indien 175 (46.5) |
|                      |          | Australien gewinnt mit 101 Runs |   |                   |

Australien gewann den Münzwurf und entschied sich als Schlagmannschaft zu beginnen. Als Spielerin des Spiels wurde Alex Blackwell ausgezeichnet.

### Zweites WODI in Hobart
| 5. Februar Scorecard | Hobart | Australien 252-8 (50)            | – | Indien 253-4 (46.4) |
|                      |        | Australien gewinnt mit 6 Wickets |   |                     |

Indien gewann den Münzwurf und entschied sich als Schlagmannschaft zu beginnen. Als Spielerin des Spiels wurde Smirti Mandhana ausgezeichnet.

### Drittes WODI in Hobart
| 7. Februar Scorecard | Hobart | Australien 231-7 (50)        | – | Indien 234-5 (47) |
|                      |        | Indien gewinnt mit 5 Wickets |   |                   |

Australien gewann den Münzwurf und entschied sich als Schlagmannschaft zu beginnen. Als Spielerin des Spiels wurde Mithali Raj ausgezeichnet.

## Auszeichnungen

### Player of the Series
Als Player of the Series wurden der folgende Spieler ausgezeichnet.
| Serie | Player of the Series |
| ----- | -------------------- |
| WODI  | –                    |
| WT20  | Jhulan Goswami       |

### Player of the Match
Als Player of the Match wurden die folgenden Spielerinnen ausgezeichnet.
| Spiel   | Player of the Match |
| ------- | ------------------- |
| 1. WODI | Alex Blackwell      |
| 2. WODI | Smirti Mandhana     |
| 3. WODI | Mithali Raj         |
| 1. WT20 | Harmanpreet Kaur    |
| 2. WT20 | Jhulan Goswami      |
| 3. WT20 | Ellyse Perry        |